# Cratere Iras
Iras è un cratere d'impatto presente sulla superficie di Titania, il maggiore dei satelliti di Urano, a 19,2° di latitudine sud e 338,8° di longitudine est. Il suo diametro è di quasi 35 km.
Il cratere è stato battezzato dall'Unione Astronomica Internazionale con riferimento ad un personaggio della tragedia shakespeariana Antonio e Cleopatra, Iras, un'ancella di Cleopatra.